# Panna perarmatus
Panna perarmatus és una espècie de peix de la família dels esciènids i de l'ordre dels perciformes.
Pot atènyer 50 cm de longitud total i tenen vèrtebres: 12-25. És un peix de clima tropical i bentopelàgic. Es troba a l'oceà Pacífic occidental central: el Vietnam, Tailàndia i Borneo. És inofensiu per als humans.